# Kazuki Yao
Kazuki Yao (jap. 矢尾 一樹, Yao Kazuki; * 17. Juni 1959 in Ishikawa) ist ein japanischer Synchronsprecher (Seiyū), der vor allem in Animes und OVAs auftritt. Bekannte Rollen von Yao sind Zoruru in Keroro Gunsō, Toren Smith in Gunbuster, Tiger in Monster Rancher, Bunshichi Tawara in Tenjo Tenge und verschiedene Rollen in One Piece, unter anderem Franky.
1984 hatte er sein Debüt als Synchronsprecher als Shurugi Namu in der OVA Birth. Am 29. Juni 1990 heiratete er die Synchronsprecherin Mīna Tominaga, die er aus Birth kannte. Später ließen sich beide voneinander scheiden und er heiratete die Synchronsprecherin Urara Takano, mit der er eine Tochter namens Anna (杏奈) hat.

## Filmografie (Auswahl)
| - Astro Boy (Remake von 2003) – Skunk - Initial D – Kouichirou Iketani - F-Zero GP Legend – Jack Levin - Nerima Daikon Brothers – Premierminister Oizuma - Captain Tsubasa – Heffner - Demonbane – Tiberius - Mobile Suit Gundam ZZ – Judau Ashta - Mobile Suit Zeta Gundam – Gates Kappa, Ajiz Aziba - Corrector Yui (Kasuga Shinichi) - One Piece – Jango, Mr. 2, Franky - Hunter × Hunter – Majitani - Gash! – Steng - Shijou Saikyou no Deshi Kenichi – Ikki Takeda - Street Fighter II V – Fei Long - Zoids: Chaotic Century – Stinger - Sōsei no Aquarion – Moroha - Dancougar - Super Beast Machine God – Shinobu Fujiwara - Tenjo Tenge – Bunshichi Tawara - Fullmetal Alchemist – Lieutenant Yoki - Black Jack – Takashi - Betterman – Bodaijiyu - Magical Girl Pretty Samy TV – Ginji Kawai - Detektiv Conan – Kuramoto Youji - Detektiv Conan – Ginji Kajiyoshi - Monster Rancher – Tiger - Death Note – Shidoh - Yaiba – General Mongetzu, Gekko - Yu-Gi-Oh! The Movie: Super Fusion! Bonds That Transcend Time – Paradox - Keroro Gunsō – Zoruru - Wedding Peach – Ame | - Arslan Senki – Gieve - Ginga Eiyū Densetsu (auch bekannt als Legend of the Galactic Heroes) – Warren Hughs - Megazone 23 – Shogo Yahagi - Madara – Seishinja - Gunbuster – Toren Smith - Bastard!! – Dark Schneider - The Heroic Legend of Arslan – Guibu - Ushio to Tora – Juro - Murder Princess – Dominikov - Amon: The Apocalypse of Devilman – Zellos - Angelique – Pastha - Ys 4: The Dawn of Ys – Mīyu - Demonbane – Tiberius - Super Robot Wars – Judau Ashta, Gates Capa, Fujiwara Shinobu - Tales of the Abyss – Dist - One Piece – Jango, Mr. 2, Franky - Earnest Evans – Earnest Evans |